# NGC 355
NGC 355 é uma galáxia lenticular (S0) localizada na direcção da constelação de Cetus. Possui uma declinação de -06° 19' 25" e uma ascensão recta de 1 horas, 03 minutos e 06,9 segundos.
A galáxia NGC 355 foi descoberta em 27 de Setembro de 1864 por Albert Marth.